# Gul tre skilling banco
Gul tre skilling banco er verdens dyreste og mest berømte frimærke. Det svenske frimærke er poststemplet i Kopparberg den 13. juli 1857. Egentlig skulle frimærket være grønt med pålydende tre skilling banco, men af en eller anden grund var der forekommet et fejltryk, sådan at farven på frimærket i stedet blev gult. Det er sandsynligt, at man ved montering af matricen før trykning ved en fejl forvekslede en tre skilling banco og en otte skilling banco og monterede treskillingen i et otteskillingsark. Farven er nemlig den, som otteskillingsmærket har. Hidtil kendes kun ét eksemplar af dette fejltryk. Hver gang frimærket er blevet solgt siden 1984, har det opnået den højeste pris nogensinde betalt for et frimærke.
Filatelister har længe diskuteret, om frimærket virkelig er et ægte fejltryk, eller om det er en forfalskning.
| Filateli | Spire Denne artikel relateret til filateli er en spire som bør udbygges. Du er velkommen til at hjælpe Wikipedia ved at udvide den. |